# Srimulyo (Suoh)
Srimulyo is een bestuurslaag in het regentschap Lampung Barat van de provincie Lampung, Indonesië. Srimulyo telt 3488 inwoners (volkstelling 2010).